# 巴利梅拉
巴利梅拉（Balimela），是印度奥里萨邦Malkangiri县的一个城镇。总人口11500（2001年）。

## 人口
该地2001年总人口11500人，其中男性5938人，女性5562人；0—6岁人口1542人，其中男751人，女791人；识字率56.77%，其中男性为66.20%，女性为46.69%。